# Бутурлинский сельский округ
Бутурлинский сельский округ — упразднённая административно-территориальная единица, существовавшая на территории Серпуховского района Московской области в 1994—2006 годах.
Бутурлинский сельсовет был образован в первые годы советской власти. По данным 1921 года он входил в состав Пригородной волости Серпуховского уезда Московской губернии.
В 1929 году к Бутурлинскому с/с был присоединён Борисовский с/с.
В 1926 году Бутурлинский с/с включал село Бутурлино и деревню Кончаково.
В 1929 году Бутурлинский с/с был отнесён к Серпуховскому району Серпуховского округа Московской области. При этом из него был выделен Палиховский сельсовет.
5 января 1931 года Бутурлинский с/с (селения Бутурлино и Кончаково) был передан в административное подчинение городу Серпухову, но уже 16 мая 1931 года возвращён обратно.
14 июня 1954 года к Бутурлинскому с/с были присоединены Лужковский, Палиховский и Ящеровский сельсоветы.
1 февраля 1963 года Серпуховский район был упразднён и Бутурлинский с/с вошёл в Ленинский сельский район. 11 января 1965 года Бутурлинский с/с был возвращён в восстановленный Серпуховский район.
3 февраля 1994 года Бутурлинский с/с был преобразован в Бутурлинский сельский округ.
25 октября 1995 года в Бутурлинском с/о посёлок Автопрокладка был присоединён к деревне Борисово.
1 октября 2004 года в Бутурлинском с/о посёлок Мостоотряда-99 был присоединён к деревне Борисово.
В ходе муниципальной реформы 2004—2005 годов Бутурлинский сельский округ прекратил своё существование как муниципальная единица. При этом все его населённые пункты были переданы в сельское поселение Данковское. К началу проведения муниципальной реформы в состав округа входили следующие населённые пункты:
- Борисово
- Бутурлино
- Данки
- Карпова Поляна
- Костино
- Левашово
- Левое Ящерово
- Лужки
- Малое Ящерово
- Манишки
- Палихово
- Правое Ящерово
- Республика

29 ноября 2006 года Бутурлинский сельский округ исключён из учётных данных административно-территориальных и территориальных единиц Московской области.